# Agonum imitans
Agonum imitans är en skalbaggsart som beskrevs av Notman. Agonum imitans ingår i släktet Agonum och familjen jordlöpare. Inga underarter finns listade i Catalogue of Life.